# 10667 van Marxveldt
10667 van Marxveldt eller 1975 UA är en asteroid i huvudbältet som upptäcktes den 28 oktober 1975 av den nederländsk-amerikanske astronomen Tom Gehrels vid Palomarobservatoriet. Den är uppkallad efter Catarina van Marxveldt.
Den tillhör asteroidgruppen Hungaria.